# Myrocongridae
Myrocongridae – nieliczna w gatunki, monotypowa rodzina morskich ryb z rzędu węgorzokształtnych (Anguilliformes).

## Występowanie
Tropikalne wody wschodniego Oceanu Atlantyckiego (w pobliżu Wyspy Świętej Heleny) oraz Oceanu Spokojnego.

## Cechy charakterystyczne
Długość ciała do 53,8 cm; masa ciała (największa opublikowana). Ryby z tej rodziny charakteryzują się małymi otworami skrzelowymi umieszczonymi na bokach silnie ścieśnionego ciała, obecnością płetw piersiowych oraz niekompletną linią boczną, której 5–7 przednich otworów leży nad płetwą piersiową. Tylne nozdrza są położone wysoko na głowie, na wysokości górnego brzegu oka.

## Systematyka
Rodzinę (w randze podrodziny w obrębie Muraenidae) opisał w 1890 roku amerykański ichtiolog i teriolog Theodore Nicholas Gill w oparciu o rodzaj Myroconger. Rodzaj zdefiniował w 1870 roku niemiecko-brytyjski zoolog Albert Günther w publikacji własnego autorstwa poświęconej spisowi katalogowemu okazów ryb ze zbiorów Muzeum Historii Naturalnej w Londynie. Gatunkiem typowym jest (oznaczenie monotypowe) M. compressus.

### Etymologia
Myroconger: gr. mυros myros ‘gatunek węgorza morskiego’; łac. conger ‘gatunek węgorza morskiego’.

### Podział systematyczny
Do rodziny należy jeden rodzaj z następującymi gatunkami:
- Myroconger compressus Günther, 1870
- Myroconger gracilis Castle, 1991
- Myroconger nigrodentatus Castle & Béarez, 1995
- Myroconger pietschi Espíndola, Caires, Tighe, de Pinna & Melo, 2021
- Myroconger prolixus Castle & Béarez, 1995
- Myroconger seychellensis Karmovskaya, 2006